# Куп Србије у одбојци за жене 2023/24.
Куп Србије у одбојци за жене 2023/24. је осамнаесто такмичење организовано под овим називом од стране Одабојкашког савеза Србије.

## Учесници
- Десетка, Ниш
- Железничар, Лајковац
- Златибор, Чајетина
- Инђија, Инђија
- Јединство, Стара Пазова
- Клек, Зрењанин
- Нови Сад, Нови Сад
- Омладинац, Нови Бановци
- Партизан Ефбет, Београд
- Раднички Бластерс, Београд
- Спартак, Суботица
- Срем, Сремска Митровица
- ТЕНТ, Обреновац
- Уб, Уб
- Црвена звезда, Београд
- Црно-беле 011, Београд

## Календар такмичења
- Осмина финала: 28. и 30. септембар и 2. октобар 2023.
- Четвртфинале: 31. октобар и 1. новембар 2023.
- Полуфинале: 22. новембар и 12—13. децембар 2023.
- Финале: 25. фебруар 2024.

## Осмина финала
Жреб парова осмине финала Купа Србије у сезони 2023/24. одржан је 18. септембра 2023. године.
У осмини финала се игра једна утакмица.
| Датум и време      |                        | Резултат       |                        | Сетови  | Сетови  | Сетови  | Сетови  | Сетови  |
| Датум и време      | 1.                     | Резултат       | 2.                     | 3.      | 4.      | 5.      |         |         |
| ------------------ | ---------------------- | -------------- | ---------------------- | ------- | ------- | ------- | ------- | ------- |
| 28. 9. 2023. 19:30 | Спартак Суботица       | 3 : 0 Извештај | Нови Сад               | 25 : 16 | 25 : 14 | 25 : 18 |         |         |
| 30. 9. 2023. 18:00 | Уб                     | 3 : 0 Извештај | Десетка                | 25 : 13 | 25 : 9  | 25 : 10 |         |         |
| 30. 9. 2023. 18:15 | Црвена звезда          | 3 : 0 Извештај | Раднички Бластерс      | 25 : 19 | 25 : 10 | 25 : 14 |         |         |
| 30. 9. 2023. 19:00 | Железничар Лајковац    | 3 : 0 Извештај | Омладинац Нови Бановци | 25 : 21 | 25 : 13 | 26 : 12 |         |         |
| 30. 9. 2023. 19:00 | Срем                   | 3 : 0 Извештај | Клек                   | 25 : 18 | 25 : 15 | 25 : 7  |         |         |
| 30. 9. 2023. 19:00 | Јединство Стара Пазова | 3 : 0 Извештај | Црно-беле 011          | 25 : 12 | 25 : 18 | 25 : 10 |         |         |
| 30. 9. 2023. 19:30 | Партизан Ефбет         | 2 : 3 Извештај | Инђија                 | 21 : 25 | 25 : 22 | 11 : 25 | 25 : 18 | 14 : 16 |
| 2. 10. 2023. 19:00 | ТЕНТ                   | 3 : 0 Извештај | Златибор               | 25 : 9  | 25 : 20 | 25 : 13 |         |         |

## Четвртфинале
Жреб парова четвртфинала Купа Србије у сезони 2023/24. одржан је 17. октобра 2023. године.
У осмини финала се игра једна утакмица.
| Датум и време       |                        | Резултат       |                  | Сетови  | Сетови  | Сетови  | Сетови | Сетови |
| Датум и време       | 1.                     | Резултат       | 2.               | 3.      | 4.      | 5.      |        |        |
| ------------------- | ---------------------- | -------------- | ---------------- | ------- | ------- | ------- | ------ | ------ |
| 31. 10. 2023. 19:00 | Железничар Лајковац    | 0 : 3 Извештај | ТЕНТ             | 21 : 25 | 16 : 25 | 17 : 25 |        |        |
| 1. 11. 2023. 18:00  | Јединство Стара Пазова | 3 : 0 Извештај | Срем             | 25 : 18 | 25 : 10 | 25 : 22 |        |        |
| 1. 11. 2023. 18:30  | Црвена звезда          | 3 : 0 Извештај | Спартак Суботица | 25 : 20 | 25 : 17 | 25 : 22 |        |        |
| 1. 11. 2023. 19:00  | Уб                     | 3 : 0 Извештај | Инђија           | 25 : 13 | 25 : 23 | 25 : 17 |        |        |

## Полуфинале
Жреб парова полуфинала Купа Србије у сезони 2023/24. одржан је 8. новембра 2023. године.
У полуфиналу се играју две утакмице (једна на домаћем и једна на гостујућем терену). У случају да противници остваре по једну победу, финалисту одређује бољи сет количник. Уколико је и сет количник исти, победник двомеча је клуб који је остварио бољи поен количник. Ако су противници изједначени и по поен количнику, победник се добија одигравањем златног сета.
| Датум и време       |               | Резултат       |               | Сетови  | Сетови  | Сетови  | Сетови  | Сетови  |
| Датум и време       | 1.            | Резултат       | 2.            | 3.      | 4.      | 5.      |         |         |
| ------------------- | ------------- | -------------- | ------------- | ------- | ------- | ------- | ------- | ------- |
| 22. 11. 2023. 18:00 | Црвена звезда | 2 : 3 Извештај | ТЕНТ          | 25 : 22 | 17 : 25 | 25 : 13 | 20 : 25 | 10 : 15 |
| 12. 12. 2023. 19:00 | ТЕНТ          | 3 : 0 Извештај | Црвена звезда | 25 : 21 | 25 : 13 | 25 : 13 |         |         |

- ТЕНТ се са две победе пласирао у финале.[4]

| Датум и време       |                        | Резултат       |                        | Сетови  | Сетови  | Сетови  | Сетови  | Сетови |
| Датум и време       | 1.                     | Резултат       | 2.                     | 3.      | 4.      | 5.      |         |        |
| ------------------- | ---------------------- | -------------- | ---------------------- | ------- | ------- | ------- | ------- | ------ |
| 22. 11. 2023. 19:00 | Уб                     | 1 : 3 Извештај | Јединство Стара Пазова | 20 : 25 | 16 : 25 | 25 : 22 | 23 : 25 |        |
| 13. 12. 2023. 18:00 | Јединство Стара Пазова | 3 : 1 Извештај | Уб                     | 25 : 22 | 19 : 25 | 25 : 19 | 25 : 14 |        |

- Јединство Стара Пазова се са две победе пласирало у финале.[5]

## Финале
Домаћин финала Купа Србије у обе конкуренције по први пут је био Обреновац, а утакмице су одигране у дворани СКЦ Обреновац. Оба финална сусрета директно је преносио РТС 2. Био је ово први пут у историји да су се у финалу националног купа састале одбојкашице ТЕНТ-а и Јединства из Старе Пазове.
Након 132 минута игре, одбојкашице Јединства су оствариле победу резултатом 3 : 2 и тиме су свом клубу донеле други трофеј у националном купу. За најкориснију играчицу финала проглашена је Уна Вајагић, примач победничке екипе.
| Датум и време      |                        | Резултат       |      | Сетови  | Сетови  | Сетови  | Сетови  | Сетови  |
| Датум и време      | 1.                     | Резултат       | 2.   | 3.      | 4.      | 5.      |         |         |
| ------------------ | ---------------------- | -------------- | ---- | ------- | ------- | ------- | ------- | ------- |
| 25. 2. 2024. 19:00 | Јединство Стара Пазова | 3 : 2 Извештај | ТЕНТ | 25 : 14 | 28 : 30 | 14 : 25 | 25 : 16 | 16 : 14 |

| Победник Купа Србије у одбојци за жене 2023/24. |
| ----------------------------------------------- |
| ЖОК Јединство Стара Пазова 2. титула            |